# 야마토 (전함)
야마토(일본어: 大和)는 일본 제국 해군이 건조한 전함이다. 야마토급 전함의 1번함으로서 '전함 야마토'라고도 불린다.

## 연혁
태평양 전쟁 개전 직후인 1941년 12월에 취역하고 곧 연합함대 기함이 되었다. 기함으로서의 역할은 사령부 시설 개량이 이루어졌던 동형의 함 무사시가 취역할 때(1942년 8월)까지 계속되었다. 1945년 4월 7일, 천일호작전(天一号作戦)에 미군 기동 부대의 총 1,000대 이상의 항공기에 의한 맹공격을 받고 격침되었다. 일본 제국 해군이 태평양 전쟁 초기의 말레이만 해전이나 진주만 공격으로, 해전의 주력이며 국가 전력의 상징이기도 한 전함이 항공 공격에 의해서 격침된 것으로, 해전에서의 주력은 전함으로부터 항공모함과 함재기를 중심으로 한 기동부대로 옮겨 갔다. 일본에서는 이 사건으로 사라진 군함 야마토를 가리켜 “비극의 군함”으로 부른다.
야마토는 기준 배수량 69,100톤에 만재 배수량이 72,809톤, 길이 263m, 최대폭 38.9m, 증기터빈 4기 4축추진으로 15만마력에 최대속도 27노트, 항속거리 16노트에서 7,200해리, 연료탑재량 6,300톤, 승무원 2,800명이라는 명실공히 당대 최대최강의 전함이었다. 야마토의 무장은 건조 당시 460mm 3연장포 3기 9문을 주포로 하여 155mm 3연장포 4기 12문의 부포, 고사포로 127mm 2연장 6기 12문, 기관포로 25mm 3연장 8기 24문, 13mm 2연장 2기 4문이라는 막강한 화력을 가지고 있었으며, 후에 개장을 거치면서 방공능력을 높이기 위하여 155mm부포를 3연장 2기 6문으로 절반으로 줄이는 대신 127mm고사포를 2연장 12기 24문으로, 25mm기관포는 3연장 44기 132문, 13mm 기관포는 2연장 8기 16문으로 대대적으로 늘린다.
야마토 이외에도 같은 함급인 무사시 및 시나노가 있는데, 야마토와 무사시는 전함으로 건조되었지만 시나노는 건조도중 항공모함으로 전용되었다가 처녀항해에서 미군 잠수함에게 격침당했으며, 전함 야마토는 1937년 11월 4일 해군 구레 공창에서 기공하여 1940년 8월 8일 진수, 의장공사 후 1941년 12월 16일 준공되어 일본제국 연합함대 기함(1943년 2월 11일 무사시로 연합함대 기함 이전)으로 1942년 2월 12일 태평양 전쟁의 개전을 맞는다. 이후 야마토는 미드웨이 해전, 마리아나, 레이테 등등의 전장에 출격하였지만 이렇다할 활약은 보이지 못했고, 덩달아 자매함 무사시가 레이테 만에서 폭격당해 침몰한다. 일본의 전세가 기울면서 가뜩이나 연료를 많이 소모하는 대형 전함이었던 야마토는 항구에 남아있는 신세로 전락하고 말았다.
이런 상황에서 1945년 초 미군이 오키나와 문턱까지 이르자 일본 해군은 야마토를 오키나와에 파견해 460mm포의 위력을 이용, 지상포대로의 역할을 맡기도록 결정하고,(기쿠스이 1호 작전) 1945년 4월 6일 오키나와행 편도분의 연료 4,000톤과 1170발의 주포탄 및 각종 물자를 적재한 야마토가 경순양함 야하기와 8척의 구축함으로 된 함대를 이끌고 일본을 출발한다.(함장 아리가 고사쿠 대좌, 함대사령관 이토 세이이치 중장) 하지만 이미 미국은 이 거함의 출격을 알고 있었고 다음날(4월 7일) 12시 37분 큐슈 남서쪽 약 200km해상에서 미 항모USS베닝턴과 호넷에서 출격한 132대의 전투기와 50 기의 급강하 폭격기, 98기의 뇌격기가 야마토를 발견했고, 공격을 개시했다.
야마토는 수많은 대공포와 심지어 주포에서 발사할 수 있는 대공포탄까지 가지고 있었지만 야마토의 사격관제와 포탑의 회전속도가 느려서 대공사격에 매우 취약했다고 전해진다. 갑판에 명중한 4발의 폭탄으로 갑판에 화재가 발생하였으며, 이 화재로 인해 부포 탄약고가 폭발하며 부포가 완전히 파괴되었다. 거기에 좌현에 2발의 어뢰가 명중하여 침수가 시작되어 함이 좌현으로 기울자 급히 우측에 펌프로 물을 집어넣기 시작했으며 대략 오후 1시 즈음 제 2차 공격이 시작되었다. 야마토는 폭탄은 한발도 맞지 않았지만 어뢰 두 발을 명중당한 좌현에 재차 어뢰 4발이 명중되고, 좌측 엔진이 침수되고 그에 따라 엔진 2개가 정지하면서 속도 역시 18노트로 떨어지고 말았다. 침수는 심각한 수준이어서 함의 기울기는 좌현으로 16도나 되었고, 우현에 물을 집어넣어 좌현 5도까지 기울기를 줄이는데 성공했다. 이제 야마토는 오키나와까지 항해한다는 것은 불가능했고, 전력을 다해 근처의 섬에 좌초시켜 해안 포대로라도 사용하려고 안간힘을 썼지만 이미 사상 최대의 전함 야마토는 그 생명을 다하고 있었다.
제 2차 공격 종료 후 30분 후에 재개된 공습은 야마토의 운명을 결정지었고, 곧 야마토는 완파되었다.
급강하폭격기가 투하한 폭탄 중 세 발이 상갑판에 명중하였으며 이미 파괴된 좌현에 또다시 3발의 어뢰가 명중했고, 여기에 우현 선미쪽으로 어뢰 한 발이 더 명중하면서 야마토의 기울기는 다시 16도로 기울었고 이 선체를 다시 세울 길은 없었으며, 이 시점에서 야마토의 항진속도는 고작 8노트에 불과했다. 14시 정각에 야마토의 모든 엔진이 정지했고, 퇴함명령이 내려졌다. 하지만 14시 10분에 야마토의 주포 탄약고가 폭발(원인은 크게 두가지로 보는데, 함이 기울면서 격납되어있던 포탄이 서로 충돌하여 폭발하였다는 설과 상갑판의 화재가 탄약고로 옮겨붙었다는 설이 있다.)하며 함은 완전히 두 동강이 나버렸고, 함대사령관 이토 세이이치 중장과 함장 아리가 고사쿠 대좌 이하 3000명에 달하는 승조원 중 단 269명만이 구조되었다고 한다.
이후 침몰하면서 선체는 완전히 박살이 났다고 한다.
1982년의 조사에서 야마토로 추정되는 잔해가 발견되었으며 2년 후 추가 조사를 통해 해당 잔해가 야마토임을 확인할 수 있었다. 야마토의 잔해는 규슈 남서쪽 290km 해역 수심 340m 지점에 두 동강이 난 채로 침몰해 있다.

## 역대 함장
(계급은 모두 대좌)
- 1대 미야자토 슈토쿠(宮里秀徳)：1941년 9월 5일(의장원장)
- 2대 타카야나기 기와치(高柳儀八)：1941년 11월 1일
- 3대 마츠다 치아키(松田千秋)：1942년 12월 17일
- 4대 오노 타케지(大野竹二)：1943년 9월 7일
- 5대 모리시타 노부에(森下信衛)：1944년 1월 25일
- 6대 아루가 코사쿠(有賀幸作)：1945년 4월 7일 †